# Elección para gobernador de Carolina del Norte de 2024
La elección para gobernador de Carolina del Norte de 2024 se llevaron a cabo el 5 de noviembre del 2024, al mismo tiempo que las elecciones presidenciales y las elecciones a la Cámara de Representantes.
El fiscal general estatal demócrata Josh Stein y el vicegobernador republicano Mark Robinson buscan su primer mandato en el cargo. El ganador sucederá al gobernador demócrata en ejercicio Roy Cooper, cuyo mandato está limitado y no puede buscar la reelección para un tercer mandato consecutivo en el cargo, Mark Robinson ganaría estas elecciones, pero con datos desconocidos por ahora.
Las elecciones primarias se llevaron a cabo el 5 de marzo de 2024.

## Primaria republicana
| Candidatos                                      | Votos     | %     |
| ----------------------------------------------- | --------- | ----- |
|                                                 | Votos     | %     |
| Mark Robinson                                   | 663,917   | 64.85 |
| Dale Folwell                                    | 196,108   | 19.16 |
| Bill Graham                                     | 163,757   | 16.00 |
|                                                 |           |       |
| Total                                           | 1,023,782 | 100   |
|                                                 |           |       |
| Fuente: North Carolina State Board of Elections |           |       |

## Primaria demócrata
| Candidatos                                      | Votos   | %     |
| ----------------------------------------------- | ------- | ----- |
|                                                 | Votos   | %     |
| Josh Stein                                      | 476,448 | 69.64 |
| Michael Morgan                                  | 97,908  | 14.31 |
| Chrelle Booker                                  | 45,695  | 6.68  |
| Marcus Williams                                 | 38,996  | 5.70  |
| Gary Foxx                                       | 25,100  | 3.67  |
|                                                 |         |       |
| Total                                           | 684,147 | 100   |
|                                                 |         |       |
| Fuente: North Carolina State Board of Elections |         |       |

## Resultados
| Partido       | Partido      | Candidato     | Votos     | %      |
| ------------- | ------------ | ------------- | --------- | ------ |
|               | Demócrata    | Josh Stein    | 3,069,499 | 54.90% |
|               | Republicano  | Mark Robinson | 2,241,310 | 40.08% |
|               | Libertario   | Mike Ross     | 176,392   | 3.15%  |
|               | Constitución | Vinny Smith   | 54,738    | 0.98%  |
|               | Verde        | Wayne Turner  | 49,612    | 0.89%  |
|               |              |               |           |        |
| Total         | Total        | Total         | 5,591,551 | 100    |
| Participación |              |               |           |        |
| Registrados   |              |               |           |        |
|               |              |               |           |        |
| Fuente:       |              |               |           |        |